# 美山バルバリー
座標: 北緯35度33分34.7秒 東経136度48分2.1秒 / 北緯35.559639度 東経136.800583度
美山バルバリー（みやまバルバリー）とは、岐阜県山県市で、南アメリカ原産の鴨をフランスで食用に改良された高級食用鴨（バルバリー種）の主に鴨肉を「マイバリー」ブランドで生産加工販売している会社。肉以外に燻製、ハム等の加工品も出荷している。日曜日限定で鴨料理や鴨のバーベキュー料理も行っている。

## 概況
- 1986年（昭和61年） - 山県郡美山町（現山県市）の養鶏農家により美山鴨鶏生産組合を設立。
- 2009年（平成21年）4月 - 元代表（創業者）の体調不良、飼育農家の高齢化、飼料高騰等により鴨の飼育を断念。現在は提供会社協力の下で国内産バルバリー鴨肉の販売を継続している。
- 現在の店名はウェルかも美山である。岐阜県内で唯一、鴨専門企業として存在している。

## TV
- 旅してゴメン[1]